# Dimitrij Kotschnew
Dimitrij Kotschnew (Karaganda, 1981. július 15.) német-orosz profi jégkorongozó. Jelenleg a Lokomotyiv Jaroszlavl (KHL) kapusa. Bár a Szovjetunióban született, karrierje Németországban indult, és őket képviseli a világversenyeken. 

## Játékosmegfigyelők véleménye
Gyors, pillangó stílust használó kapus, nagyon jó reflexekkel. Jól használja a mamutokat. Magasságából adódóan, gondban van, a magasan lőtt korongokkal, ha zavarják a kilátást előtte. Kiélezett helyzetekben gyakran válik idegessé.

## Statisztikák
|           |                       |       |    | Alapszakasz | Alapszakasz | Alapszakasz | Alapszakasz | Alapszakasz | Alapszakasz | Alapszakasz | Alapszakasz | Alapszakasz |     | Rájátszás | Rájátszás | Rájátszás | Rájátszás | Rájátszás | Rájátszás | Rájátszás | Rájátszás | Rájátszás |
| Szezon    | Csapat                | Liga  | GP | Min         | SO          | GA          | GAA         | Svs         | SV %        | A           | PIM         | GP          | Min | SO        | GA        | GAA       | Svs       | SV %      | A         | PIM       |           |           |
| --------- | --------------------- | ----- | -- | ----------- | ----------- | ----------- | ----------- | ----------- | ----------- | ----------- | ----------- | ----------- | --- | --------- | --------- | --------- | --------- | --------- | --------- | --------- | --------- | --------- |
| 2000-2001 | Crocodiles Hamburg    | OL    | 32 | 1876        |             | 104         | 3,33        |             |             | 1           | 2           |             |     |           |           |           |           |           |           |           |           |           |
| 2001-2002 | Iserlohn Roosters     | DEL   | 29 | 1595        | 0           | 80          | 3,01        | 731         | 90,14       | 1           | 10          | –           | –   | –         | –         | –         | –         | –         | –         | –         |           |           |
| 2002-2003 | Iserlohn Roosters     | DEL   | 5  | 18          | 0           | 1           | 3,34        | 4           | 80,00       | 0           | 0           | –           | –   | –         | –         | –         | –         | –         | –         | –         |           |           |
| 2002-2003 | Straubing Tigers      | 2. BL | 26 | 1452        | 2           | 58          | 2,40        |             |             | 0           | 0           | 2           | 120 | 0         | 8         | 4         |           |           | 0         | 0         |           |           |
| 2003-2004 | Füchse Duisburg       | 2. BL | 15 | 908         | 1           | 41          | 2,71        |             |             | 0           | 2           | 3           | 190 | 0         | 6         | 1,89      |           |           | 0         | 0         |           |           |
| 2003-2004 | Iserlohn Roosters     | DEL   | 20 | 1154        | 0           | 55          | 2,86        | 559         | 91,04       | 0           | 2           | –           | –   | –         | –         | –         | –         | –         | –         | –         |           |           |
| 2004-2005 | Iserlohn Roosters     | DEL   | 43 | 2479        | 2           | 114         | 2,76        | 1107        | 90,70       | 0           | 8           | –           | –   | –         | –         | –         | –         | –         | –         | –         |           |           |
| 2004-2005 | Füchse Duisburg       | 2. BL | –  | –           | –           | –           | –           | –           | –           | –           | –           | 11          | 685 | 1         | 26        | 2,28      |           |           | 1         | 0         |           |           |
| 2005-2006 | Iserlohn Roosters     | DEL   | 36 | 2030        | 1           | 103         | 3,04        | 1036        | 90,96       | 0           | 14          | –           | –   | –         | –         | –         | –         | –         | –         | –         |           |           |
| 2006-2007 | Iserlohn Roosters     | DEL   | 48 | 2757        | 2           | 132         | 2,87        | 1335        | 91,00       | 0           | 4           | –           | –   | –         | –         | –         | –         | –         | –         | –         |           |           |
| 2007-2008 | Sinupret Ice Tigers   | DEL   | 43 | 2578        | 3           | 101         | 2,35        | 1171        | 92,10       | 1           | 2           | 5           | 279 | 0         | 15        | 3,23      | 114       | 88,37     | 0         | 2         |           |           |
| 2008-2009 | Szpartak Moszkva      | KHL   | 15 | 910         | 2           | 31          | 2,04        | 368         | 92,20       | 0           | 0           | 6           | 363 | 0         | 17        | 2,80      | 186       | 91,60     | 0         | 0         |           |           |
| 2009-2010 | Szpartak Moszkva      | KHL   | 42 | 2377        | 1           | 111         | 2,80        | 932         | 89,4        | 0           | 10          | 6           | -   | -         | -         | 2,53      | -         | 92,3      | -         | -         |           |           |
| 2010-2011 | Lokomotyiv Jaroszlavl | KHL   | -  | -           | -           | -           | -           | -           | -           | -           | -           | -           | -   | -         | -         | -         | -         | -         | -         | -         |           |           |